# Mozartstraße 18 (Mönchengladbach)

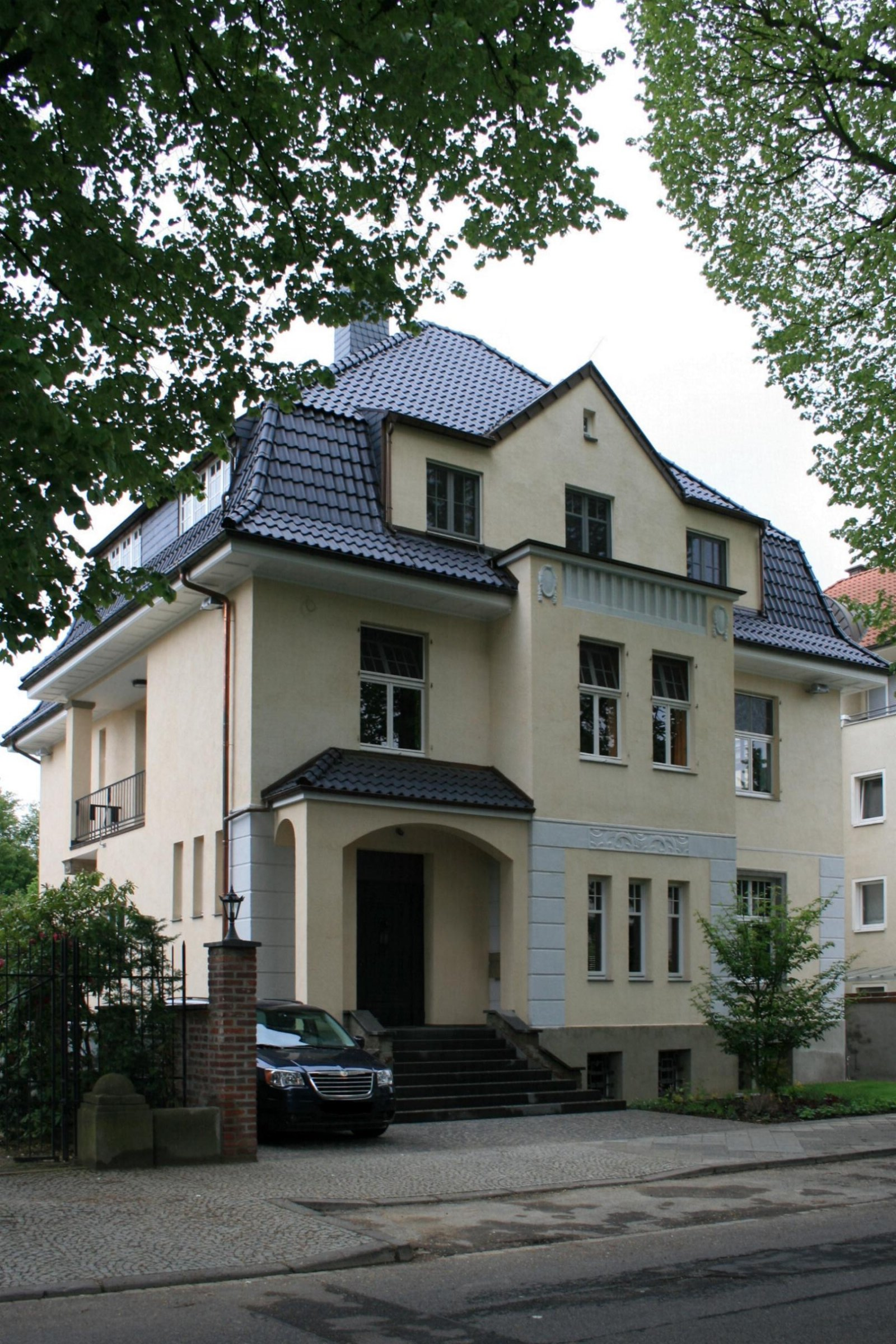
Wohnhaus (2010)

Die Villa Mozartstraße 18 steht im Stadtteil Am Wasserturm in Mönchengladbach (Nordrhein-Westfalen).
Das Gebäude wurde 1913 erbaut. Es wurde unter Nr. M 025 am 17. Mai 1989 in die Denkmalliste der Stadt Mönchengladbach eingetragen.

## Lage
Als freistehende Villa in dem um und nach 1900 entstandenen Villengebiet der Beethoven- und Mozartstraße gelegen.

## Architektur
Das Haus Mozartstraße 18 wurde 1913 erbaut. Bei dem Objekt handelt es sich um ein freistehendes zweigeschossiges Mansardwalmdach-Haus über längsrechteckigem Grundriss mit mehreren Baukörpern außerhalb der Fluchtlinien, ohne ausgeprägte Fassade oder Schauseite. Das Haus ist aufgrund seiner weitgehend originalen Innenausstattung und der das Gelände umgebenden Gartenanlage sowie aus architektonischer und siedlungsgeschichtlicher Bedeutung schützenswert.